# تنجو تنگه
تِنجو تِنگه (ژاپنی: 天上天下 هپبورن: Tenjō Tenge, به معنی. «بهشت و زمین») یک مجموعه مانگا ژاپنی که توسط مانگاکایی با نام مستعار «اُه! گریت» نوشته و طراحی شده‌است. این مجموعه به تعداد ۲۲ جلد تانکوبون توسط انتشارات شوئیشا از ژوئیه ۱۹۹۷ تا اوت ۲۰۱۰ در مجلهٔ اولترا جامپ به چاپ رسید. بر اساس نسخه مانگا، یک مجموعه تلویزیونی انیمه ۲۴ قسمتی به کارگردانی توشیفومی کاواسه توسط استودیوی مدهاوس دستمایه اقتباس قرار گرفت که از ۱ آوریل تا ۱۶ سپتامبر سال ۲۰۰۴، در شبکهٔ تی‌وی آساهی پخش شد. همچنین یک اووی‌ای دو قسمتی نیز با عنوان تنجو تنگه: مبارزه نهایی در ۱۶ مارس ۲۰۰۵ پخش شد که دنباله‌ای از اتمام سری اصلی به‌شمار می‌رود.

## داستان
سویچیرو ناگی و باب ماکیهارا، دو جوان خلافکار هستند که با هدف حکمرانی بوسیلهٔ قدرتشان وارد دبیرستان تودو می‌شوند. اما در اولین روز از مدرسه، با باشگاه رزمی با عنوان «جیوکنبو» مواجه شدند. آن‌ها به زودی متوجه می‌شوند تودو یک دبیرستان معمولی نیست، بلکه این مدرسه با هدف آموزش و ترکیب سبک‌های مختلف هنرهای رزمی تأسیس شده بود. اعضای این باشگاه شامل مایا ناتسومه، خواهرش آیا و ماساتاکا تاکانایاگی به راحتی توانستند در نبردی بر سویچیرو و باب چیره شوند. همچنین در این بین با توجه به ارتباط آن‌ها با باشگاه جیوکنبو، این دو توسط اعضای گروه اجرایی که بر روی گروه‌های هنرهای رزمی مدرسه نظارت داشتند، مورد حمله قرار می‌گیرند. سویچیرو و باب که بین درگیری شخصی میان جیوکنبو و گروه اجرایی کشیده می‌شوند، به ناچار عضو گروه مایا ناتسومه شده تا برای قویتر شدن، مهارت‌های خود را بالا ببرند.